# Змагайлівка (зупинний пункт)
Змагайлівка — вантажна залізнична станція Черкаської філії ПрАТ "Київ-Дніпровське МППЗТ", що розташована між станціями Заводська та Черкаським річковим портом, за адресою Черкаси 18008, Залізничний проїзд, 16.